# Kopparholmarna
Kopparholmarna är ett naturreservat i Norrköpings kommun i Östergötlands län.
Området är naturskyddat sedan 2012 och är 329 hektar stort. Reservatet omfattar ett antal öar och kobbar öster om Vikbolandet. På öarna finns naturskogsartad tallskog, ädellövskog, vanlig lövskog, ängar och kustklippor.
Till ön tar man sig sommartid dagligen med Skärgårdslinjen från Arkösund.